# Balsamocarpon
Balsamocarpon là một chi thực vật có hoa trong họ Đậu.